# Mulliken
Mulliken – wieś w Stanach Zjednoczonych, w stanie Michigan, w hrabstwie Eaton.